# فهرست بوستان‌های جنگلی تبریز
شهرستان تبریز دارای ۶ بوستان جنگلی است که عبارتند از:
1. بوستان جنگلی ارم
2. بوستان جنگلی ائل‌گلی
3. بوستان جنگلی باغمیشه
4. پارک جنگلی شمس تبریزی
5. پارک جنگلی عون بن علی